# Turmhügel Mantel
Der Turmhügel Mantel ist eine abgegangene mittelalterliche Turmhügelburg (Motte), rund 800 Meter ostsüdöstlich von Rupprechtsreuth, einem Ortsteil der Gemeinde Mantel im oberpfälzischen im Landkreis Neustadt an der Waldnaab von Bayern. Von Mantel ist er in ostnordöstlicher Richtung 2305 Meter entfernt. Die Anlage wird als Bodendenkmal unter der Aktennummer D-3-6338-0017 im Bayernatlas als „mittelalterlicher Turmhügel“ geführt. 
Über diese Niederungsburg sind keine geschichtlichen oder archäologischen Informationen bekannt, sie wird grob als mittelalterlich datiert. 
Auf einem sanften nach Nordwest geneigten Hang der Urgesteinsfläche liegt der quadratische 2,5 m hohe Hügel mit einem 5 m breiten Ringgraben. Seine Basis misst 16 × 16 Meter. Auf der Plattform befindet sich ein tiefer Trichtergraben.